# Caldcluvia paniculata
Caldcluvia paniculata, conocido comúnmente como tiaca o quiaca, es un árbol siempreverde nativo de Chile y Argentina perteneciente a la familia Cunoniaceae.

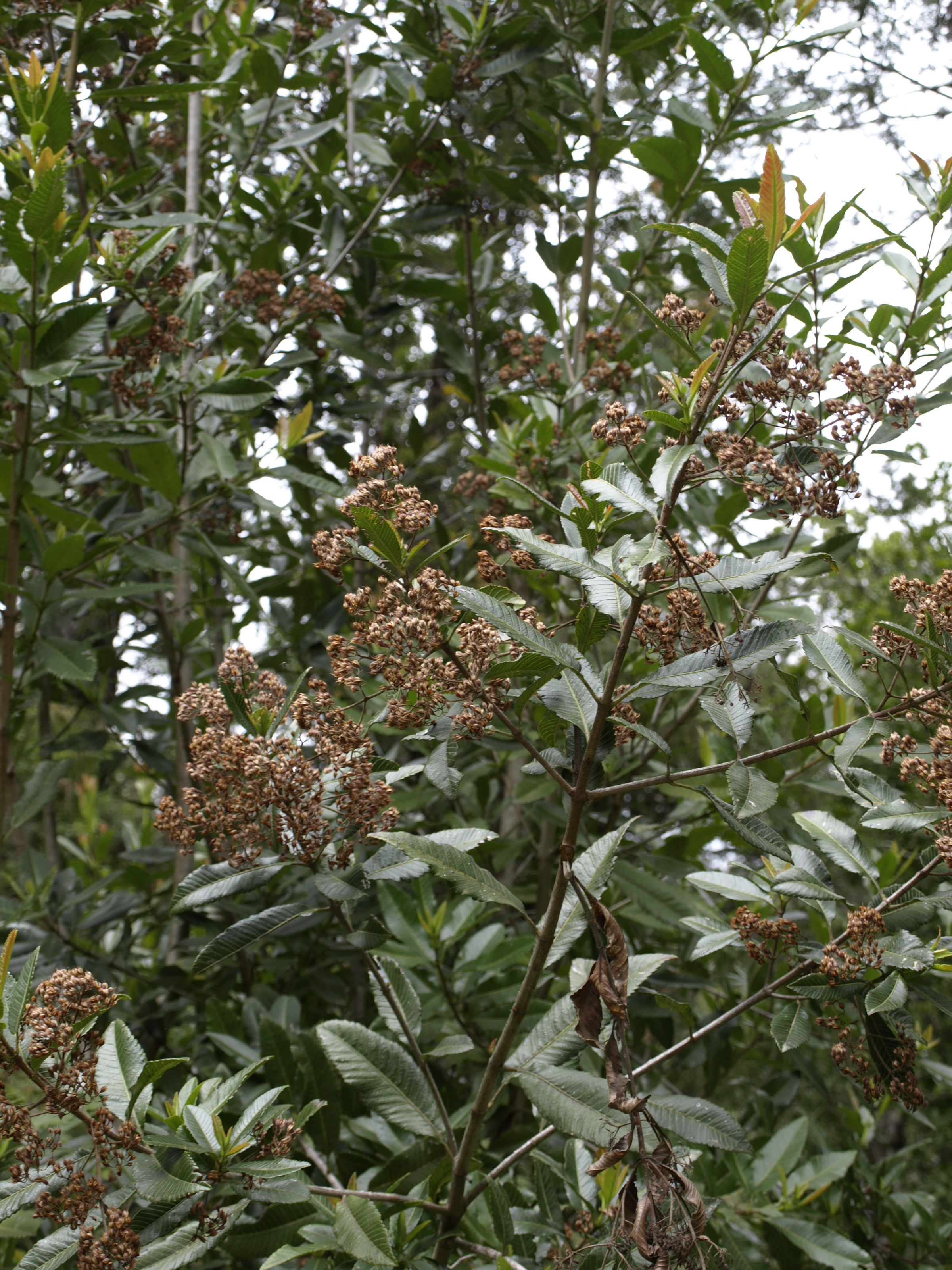
Vista de la planta

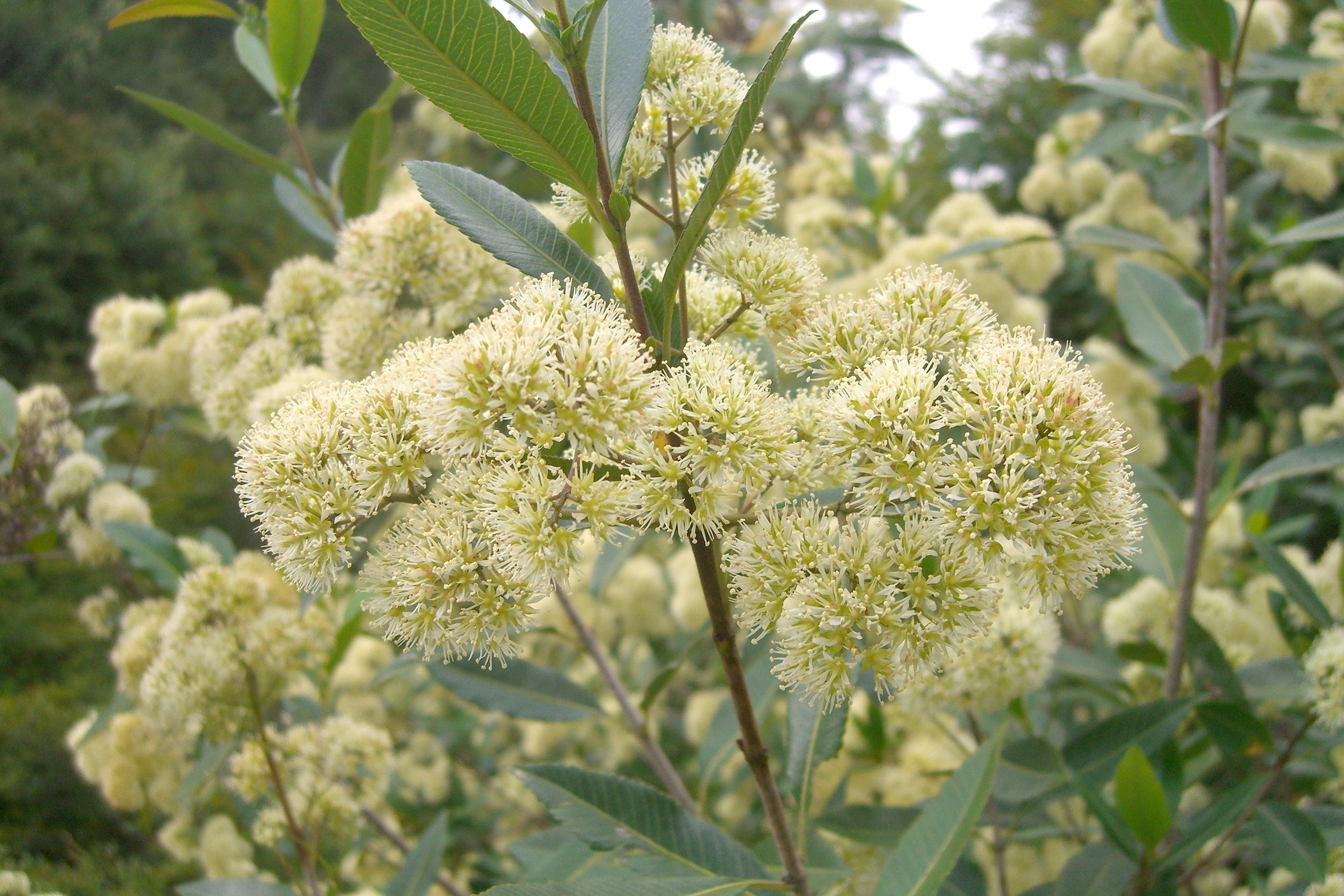
Inflorescencia

## Descripción
Posee un follaje frondoso y brillante. Su altura puede alcanzar los 20 m y su troco un diámetro de 70 cm. Su corteza de gris y levemente rugosa. Sus flores son pequeñas, blancas y hermafroditas y están reunidas en inflorescencias axilares. Florece entre los meses de diciembre y febrero, y sus frutos están maduros entre febrero y marzo.

## Distribución
En Chile se lo puede encontrar entre las provincias de Concepción y Aysén, también se lo puede encontrar en Argentina. Es común en lugares húmedos y sombríos hasta los 1.000 m s. n. m.

## Conservación
No tiene problema de conservación, pero sus ejemplares de gran tamaño son relativamente escasos. Está protegido en numerosos parque y reservas naturales de Chile y Argentina.

## Usos
La infusión de sus hojas es útil para combatir fiebres e infecciones intestinales, como también es utilizada para el tratamiento de la diabetes. También su corteza se puede utilizar para teñir de gris.
Debido a su hermoso follaje puede ser utilizado como árbol ornamental.
Al igual que el tenío (Weinmannia trichosperma), tiene importancia local como flora apícola para fuente de néctar para la producción de miel.
Su madera se emplea en la carpintería de ribera y en la época prehispánica y colonial sus hojas molidas servían de estopa para calafatear dalcas y otras embarcaciones.

## Taxonomía
Caldcluvia paniculata fue descrita por Cav. (D.Don)  y publicado en Edinburgh New Philosophical Journal 9: 92. 1830.
Etimología
Caldcluvia: nombre genérico otorgado en honor a Alexander Caldcleugh, un escocés que recorrió Sudamérica recolectando y clasificando plantas en el siglo XIX, 
paniculata: epíteto que se refiere a su inflorescencia.  Tiaca es el nombre que le daban los mapuches.
Sinonimia
- Caldcluvia paniculata var. machaena G.Kunkel
- Dieterica paniculata Ser.
- Weinmannia chilensis DC.
- Weinmannia dentata Ruiz & Pav.
- Weinmannia paniculata Cav.[3]